# Pardosa chionophila
Pardosa chionophila là một loài nhện trong họ Lycosidae.
Loài này thuộc chi Pardosa. Pardosa chionophila được Ludwig Carl Christian Koch miêu tả năm 1879.